# St. Margaret's at Cliffe
St. Margaret's at Cliffe is een dorp en civil parish in het bestuurlijke gebied Dover, in het Engelse graafschap Kent. Het dorp ligt 5 kilometer ten noordoosten van Dover aan het Nauw van Calais. De dorpskern ligt een kilometer van de kust boven de krijtrotsen van Dover. Verder landinwaarts ligt de wijk Nelson Park, tussen de dorpskern en het strand ligt St. Margaret's Bay op een steile helling. De civil parish omvat sinds 1934 ook het gehucht Westcliffe.
Ten noordoosten van het dorp staat bovenop de krijtrotsen de Obelisk van St. Margaret's at Cliffe.
St. Margaret's at Cliffe staat bekend als het Engelse uiteinde van allerlei onderzeekabels onder het Nauw van Calais. Zwemmers die Het Kanaal overzwemmen doen dat vaak tussen St. Margaret's en bijvoorbeeld Sangatte in Frankrijk.

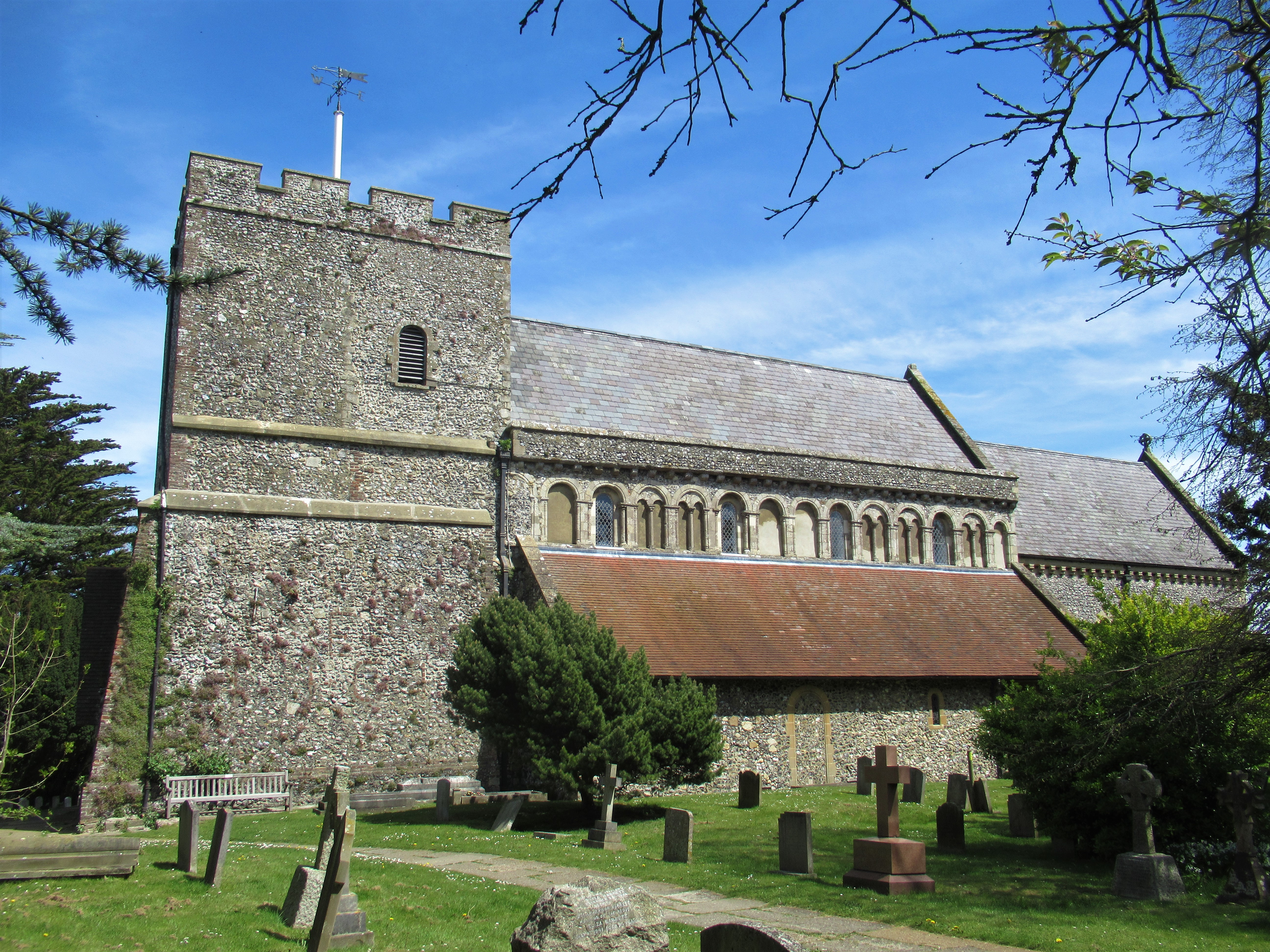
Dorpskerk
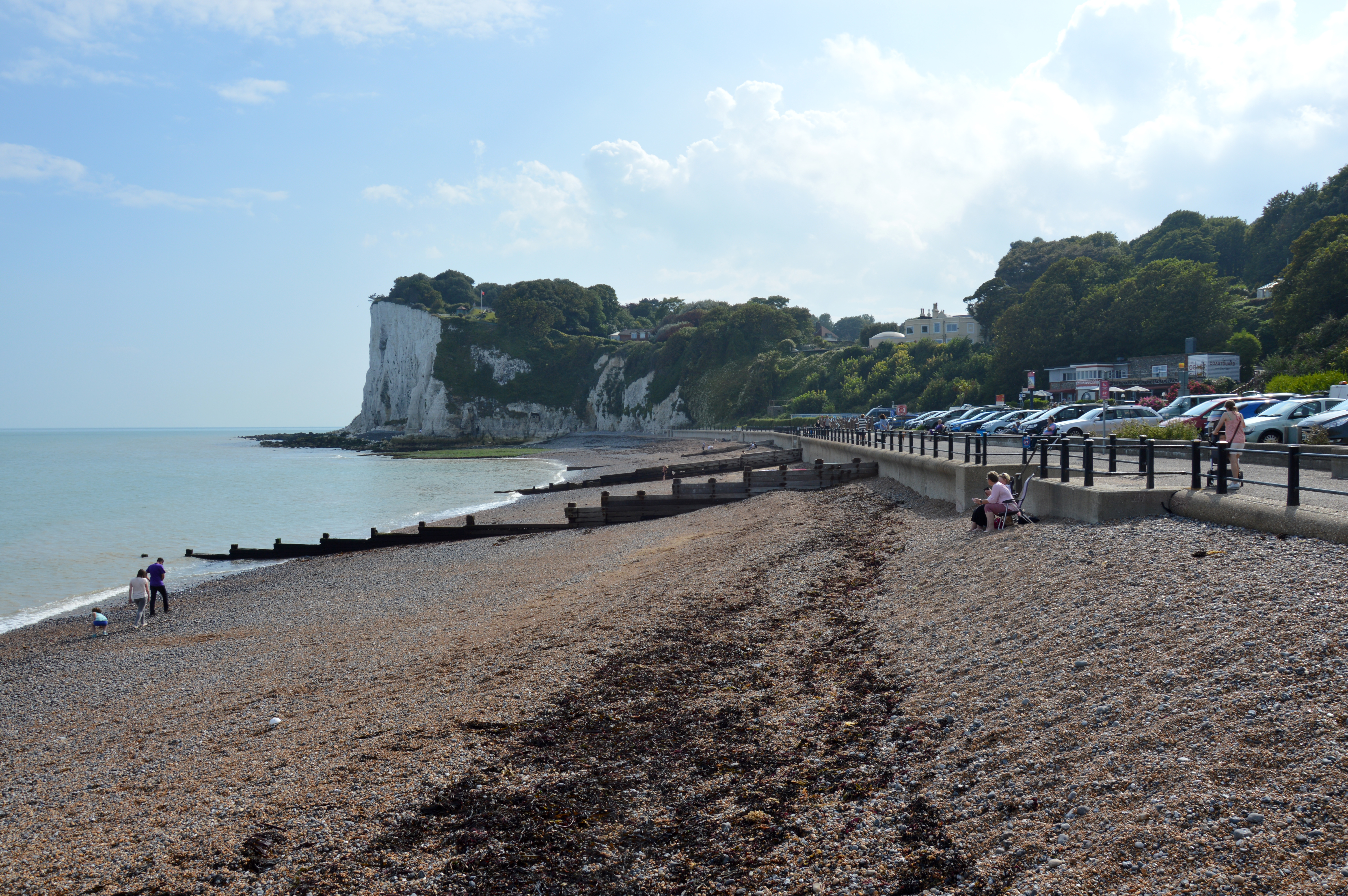
Strand van St. Margaret's Bay
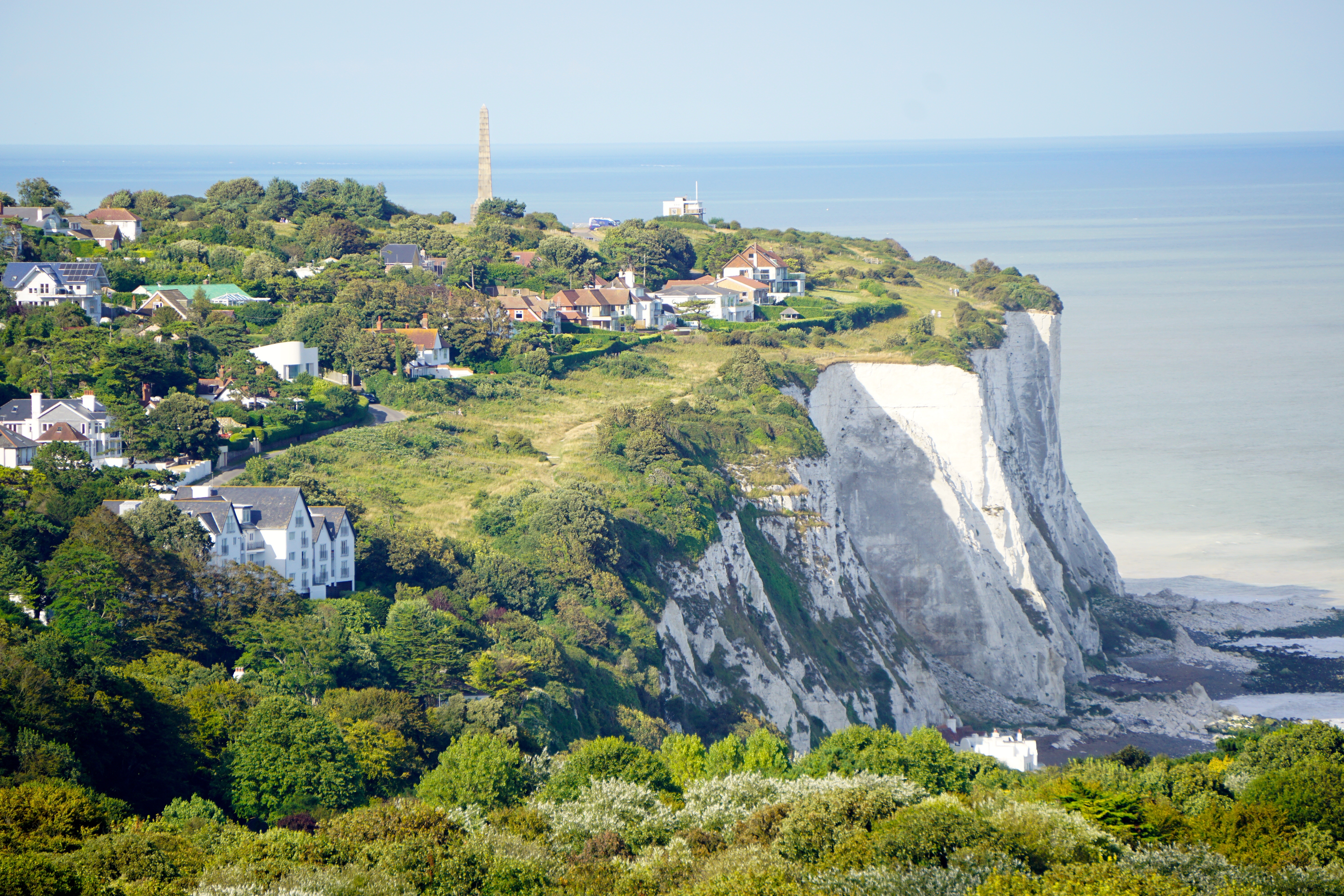
Zicht op bebouwing boven op de krijtrotsen ten noorden van het strand